# Poratia insularis
Poratia insularis är en mångfotingart som först beskrevs av Kraus 1960.  Poratia insularis ingår i släktet Poratia och familjen fingerdubbelfotingar. Inga underarter finns listade i Catalogue of Life.